# Joseïta-A
La joseïta-A és un mineral de la classe dels sulfurs. Rep el seu nom per la seva relació amb la joseïta. És un mineral aprovat per l'Associació Mineralògica Internacional amb l'estatus qüestionable, al tractar-se d'una espècie poc definida.

## Característiques
La joseïta-A és un sulfur de fórmula química Bi₄TeS₂ que cristal·litza en el sistema hexagonal. La seva localitat tipus es troba al Brasil, tot i que aquesta espècie ha estat descrita en molts altres països d'arreu del planeta.